# Sikträsket (Lycksele socken, Lappland, 720639-161069)
Sikträsket är en sjö i Lycksele kommun i Lappland och ingår i Umeälvens huvudavrinningsområde.